# Alkmaar Zaanstreek 2022-2023
Questa voce raccoglie le informazioni riguardanti l'Alkmaar Zaanstreek nelle competizioni ufficiali della stagione 2022-2023.

## Stagione
- In Eredivisie l'AZ Alkmaar si classifica al quarto posto (67 punti), dietro all'Ajax e davanti al Twente, qualificandosi così in Conference League.
- In KNVB beker sono eliminati ai quarti di finale dall'Utrecht (1-2).
- In Conference League raggiungono la fase a gironi, dopo aver eliminato i bosniaci del Tuzla City nel secondo turno di qualificazione (5-0 complessivo), gli scozzesi del Dundee Utd nel terzo turno di qualificazione (7-1 complessivo) e i porteghesi del Gil Vicente nel turno di spareggi (6-1 complessivo). Inseriti nel gruppo E con Apollōn Limassol, Vaduz e Dnipro-1, si classificano al primo posto con 15 punti e accedono alla fase finale, dove eliminano la Lazio negli ottavi di finale (4-2 complessivo) e i belgi dell'Anderlecht nei quarti di finale (2-2 complessivo, 4-1 d.c.r.). Vengono eliminati in semifinale dagli inglesi del West Ham Utd (1-3 complessivo).

## Maglie e sponsor
Il fornitore tecnico per la stagione 2022-2023 è Nike, mentre lo sponsor ufficiale è Kansino.
| Casa | Trasferta |

### Rosa
| N. |                        | Ruolo | Calciatore            |
| -- | ---------------------- | ----- | --------------------- |
| 1  | Australia (bandiera)   | P     | Mathew Ryan           |
| 2  | Giappone (bandiera)    | D     | Yukinari Sugawara     |
| 3  | Grecia (bandiera)      | D     | Pantelīs Chatzīdiakos |
| 4  | Paesi Bassi (bandiera) | D     | Bruno Martins Indi    |
| 5  | Ungheria (bandiera)    | D     | Milos Kerkez          |
| 6  | Paesi Bassi (bandiera) | C     | Tijjani Reijnders     |
| 7  | Danimarca (bandiera)   | A     | Jens Odgaard          |
| 8  | Paesi Bassi (bandiera) | C     | Jordy Clasie          |
| 9  | Grecia (bandiera)      | A     | Vaggelīs Paulidīs     |
| 10 | Paesi Bassi (bandiera) | C     | Dani de Wit           |
| 11 | Svezia (bandiera)      | A     | Jesper Karlsson       |
| 12 | Paesi Bassi (bandiera) | P     | Hobie Verhulst        |
| 13 | Paesi Bassi (bandiera) | P     | Sem Westerveld        |

| N. |                        | Ruolo | Calciatore          |
| -- | ---------------------- | ----- | ------------------- |
| 14 | Stati Uniti (bandiera) | C     | Djordje Mihailović  |
| 16 | Paesi Bassi (bandiera) | C     | Sven Mijnans        |
| 17 | Turchia (bandiera)     | A     | Yusuf Barası        |
| 19 | Paesi Bassi (bandiera) | A     | Myron van Brederode |
| 21 | Paesi Bassi (bandiera) | A     | Ernest Poku         |
| 22 | Paesi Bassi (bandiera) | D     | Maxim Dekker        |
| 23 | Svezia (bandiera)      | C     | Mayckel Lahdo       |
| 25 | Paesi Bassi (bandiera) | C     | Riechedly Bazoer    |
| 27 | Belgio (bandiera)      | D     | Zinho Vanheusden    |
| 28 | Paesi Bassi (bandiera) | C     | Zico Buurmeester    |
| 31 | Paesi Bassi (bandiera) | D     | Sam Beukema         |
| 34 | Paesi Bassi (bandiera) | D     | Mees de Wit         |